# Neritan Ceka

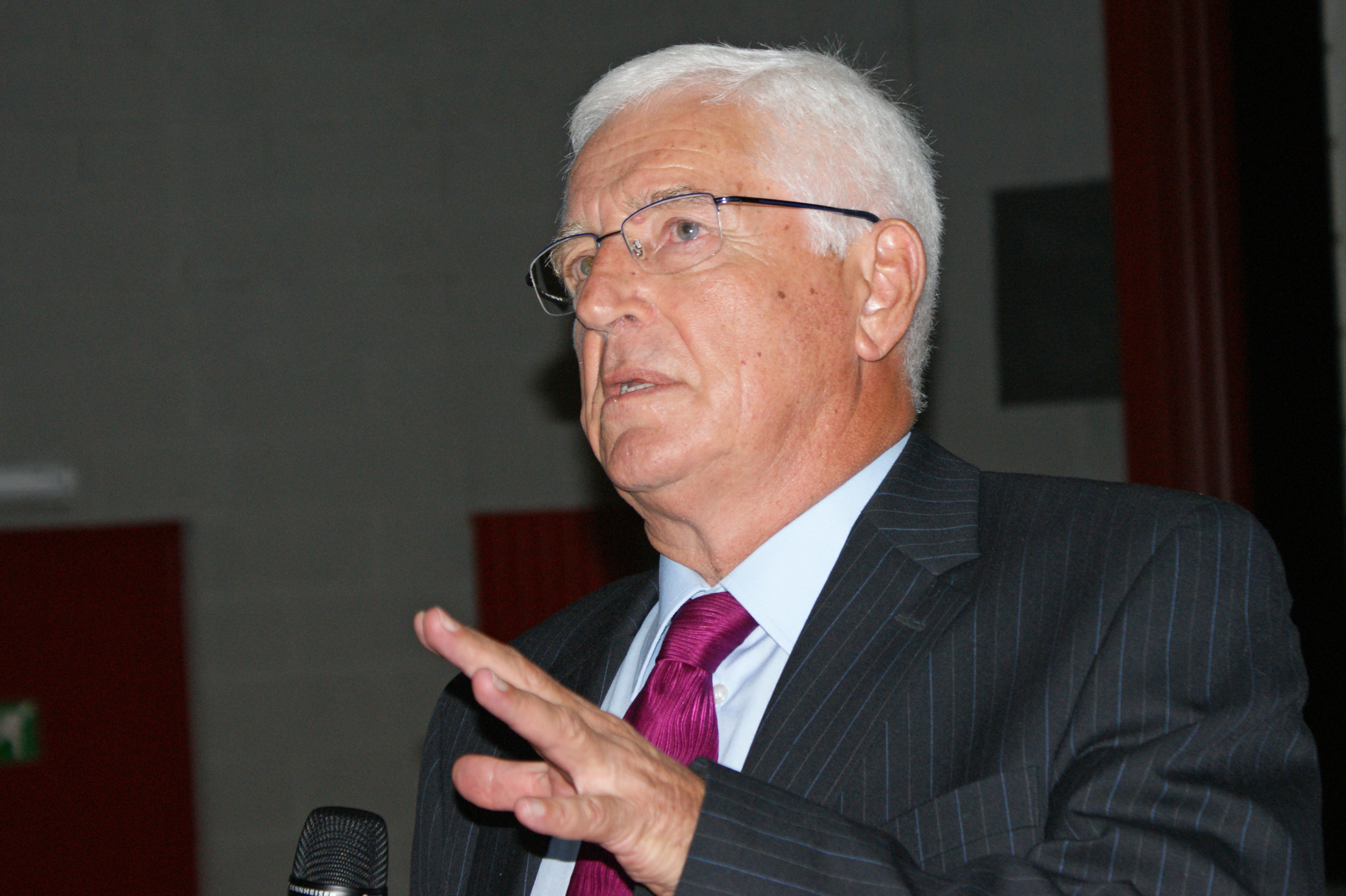
Neritan Ceka 2012 in Genf

Neritan Ceka (* 11. Februar 1941 in Tirana) ist ein albanischer Archäologe und Politiker. Seit 1992 ist er Vorsitzender der liberalen Partei Aleanca Demokratike. Bis 2009 war er Abgeordneter seiner Partei im albanischen Parlament.
Neritan Ceka ist der Sohn von Hasan Ceka, der in Albanien die Archäologie als Wissenschaft begründete. Er studierte an der Universität Tirana und wurde wie sein Vater Archäologe. Seine Arbeitsschwerpunkte sind die Illyrer und Griechen in klassischer und hellenistischer Zeit sowie die provinzialrömische Archäologie. Er war Professor an der Universität Tirana und von 1985 bis 1990 Chef der Abteilung Architektur im archäologischen Institut, das er von 1990 bis 1993 als Direktor leitete. Er ist korrespondierendes Mitglied des Deutschen Archäologischen Instituts.
Neritan Ceka gehörte zum Jahreswechsel 1990/91 zu den Mitbegründern der Demokratischen Partei. Nach den ersten pluralistischen Wahlen Albaniens im Jahr 1991 führte er die Parlamentsfraktion der Demokraten. Ceka kritisierte bereits 1992 den autoritären Führungsstil des Präsidenten Sali Berisha und den mangelnden innerparteilichen Pluralismus bei den Demokraten. Er trat aus der Partei aus und gründete die liberale Aleanca Demokratike. Nach den Wahlen von 1997 führte er seine Partei in eine Koalition mit den Sozialisten. 1997 und 1998 gehörte er der Regierung von Fatos Nano als Innenminister an. Bei den Parlamentswahlen von 2005 konnte Ceka wieder ein Mandat gewinnen. 2009 aber verlor Ceka seinen Parlamentssitz.

## Schriften
- Apolonia e Ilirisë. Tirana 1982.
- Qyteti ilir pranë Selcës së Poshtme. Tirana 1985.
- mit Muzafer Korkuti: Arkeologjia. Greqia, Roma, Iliria. Tirana 1993.
- Butrint. A guide to the city and its monuments. London 1999, ISBN 0-9535556-0-7.
- Ilirët. Tirana 2001, ISBN 99927-0-098-X.
- Buthrotum. Its history and monuments. Tirana 2002, ISBN 99927-801-2-6.
- Buthrotum. Tirana 2002, ISBN 99943-672-6-9 (deutsche Ausgabe).
- mit Skënder Muçaj: Bylisi. Historia dhe monumentet. Tirana 2004, ISBN 99943-672-0-X.
- Apollonia. Historia dhe Monumentet. Tirana 2005, ISBN 99943-672-4-2.
- Apollonia. History and monuments. Tirana 2005, ISBN 99943-672-5-0.